# Vila Cova (Barcelos)
Vila Cova is een plaats (freguesia) in de Portugese gemeente Barcelos en telt 2500 inwoners (Estimativa).

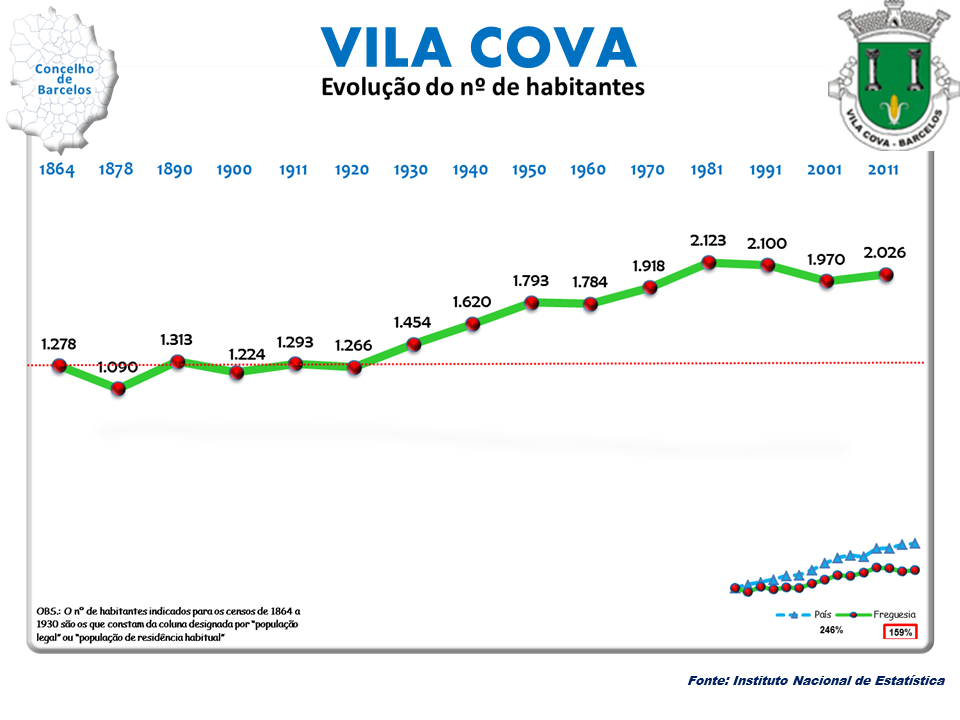
Bevolkingsontwikkeling tussen 1864 en 2011